# Величкин, Сергей Васильевич
Серге́й Васи́льевич Вели́чкин (род. 11 января 1949) — российский дипломат. Чрезвычайный и полномочный посол (2015).

## Биография
Окончил Московский государственный институт международных отношений (МГИМО) МИД СССР (1971).
На дипломатической работе с 1973 года.
- В 1973—1978 и 1985—1990 годах — сотрудник посольства СССР в Индии.
- В 1992—1997 годах — советник-посланник посольства России в Бангладеш.
- В 1998—2000 годах — заместитель начальника Департамента по межпарламентским связям Государственной думы России.
- В 2000—2005 годах — генеральный консул России в Стамбуле (Турция).
- В 2005—2010 годах — заместитель директора Второго департамента Азии МИД России.
- С 8 ноября 2010 по 14 сентября 2015 года — чрезвычайный и полномочный посол Российской Федерации в Непале[1][2].

## Семья
Женат, имеет двоих сыновей и двух дочерей.

## Классный чин
Действительный государственный советник Российской Федерации 3 класса (9 сентября 1999).

## Дипломатический ранг
- Чрезвычайный и полномочный посланник 2 класса (22 сентября 1993)[4].
- Чрезвычайный и полномочный посланник 1 класса (25 августа 2004)[5].
- Чрезвычайный и полномочный посол (25 августа 2015)[6].